# Vincenzo Iaquinta
Vincenzo Iaquinta (Cutro, Italija, 21. studenog 1979.) je talijanski umirovljeni nogometaš. S talijanskom reprezentacijom je 2006. osvojio naslov svjetskog prvaka.

## Karijera

### Klupska karijera

#### Počeci
Iaquinta je rođen u mjestu Cutro u pokrajina Crotone. Kao i mnogi stanovnici Kalabrije, cijela obitelj Iaquinta je tijekom 1980-ih emigrirala na sjever zemlje zbog bolje mogućnosti zaposlenja.
Tamo je Vincenzo s bratom počeo igrati u niželigašu Reggiolu. U klubu je igrao sezonu i pol dok je u siječnju 1998. transferiran u Padovu koja se natjecala u Serie B.
Tijekom kratkog šestomjesečnog razdoblja u Padovi, Iaquinta je tamo igrao s budućim suigračem Alessandrom Del Pierom. Igrača je kupio niželigaš Castel di Sangro u kojem je Iaquinta bio važan momčadski igrač. U dvije sezone nastupanja za klub, Vincenzo je skupio 52 nastupa i pritom zabio osam golova.

#### Udinese
U lipnju 2000. godine Udinese dovodi u klub mladog perspektivnog igrača koji u svojoj debitantskoj sezoni u Serie A ubilježuje 16 nastupa i dva gola. Sljedeće sezone Iaquinta je odigrao 26 prvenstvenih utakmica da bi u trećoj sezoni postao standardnim igračem.
Iaquinta se u klubu pokazao velikim golgeterom a ubilježio je i hat-trick u Ligi prvaka protiv grčkog Panathinaikosa. Također, zbog dobrih igara klupsko vodstvo mu je produžilo postojeći ugovor na tri godine dok je 2005. debitirao u dresu talijanske reprezentacije.
U to vrijeme, u klubu su jak napadački tandem činili Vincenzo Iaquinta i Antonio Di Natale.

#### Juventus
Torinski klub dovodi Iaquintu u svoju momčad 19. lipnja 2007. Vrijednost transfera je iznosila 11,3 milijuna eura a s igračem je potpisan petogodišnji ugovor. Time je postao prvo veliko Juventusovo pojačanje uoči sezone 2007./08.
Tijekom nove sezone Iaquinta je uglavnom ulazio u igru kao rezerva jer su u vrhu napada bili Del Piero i David Trezeguet koji su tada zajedno zabili 41 gol u Serie A. Nakon što je Juventus kasnije doveo Amaurija (također napadača), krenule su glasine o Iaquintinom vjerojatnom odlasku iz kluba. Međutim, igrač je ostao u klubu te je krajem sezone 2008./09. potpisao novi četverogodišnji ugovor.
U novoj sezoni 2009./10. igrač je bio četvrti napadač kluba ali je znao impresionirati kada su Amauri i Trezeguet bili ozlijeđeni. Najznačajniji je njegov gol Chelseaju u uzvratnoj utakmici osmine finala Lige prvaka. Također, to je bio i Juventusov jubilarni 600. gol u europskim natjecanjima. Nakon toga, Vincenzo je počeo igrati u prvom sastavu Juventusa. Tome su pridonijele i nesuglasice između trenera Claudija Ranierija i napadača Davida Trezegueta.
Nakon što je u sezoni 2009./10. Ranieri smijenjen, nasljeđuje ga Ciro Ferrara. Pod njegovim vodstvom Iaquinta postaje nezamjenjiv u napadu sve do teške ozljede u listopadu 2009. koja ga je udaljila s terena šest mjeseci.
Kasnije, kada novi trener postaje bivši Juventusov igrač Antonio Conte, Iaquinta, Amauri i Luca Toni u 2011. nisu odigrali niti jednu minutu na terenu. Zbog toga je igrač 31. siječnja 2012. odlučio otići na posudbu u Cesenu. U privremenom klubu se zadržao do kraja sezone 2011./12. nakon čega se vraća u Juventus.

### Reprezentativna karijera
Vincenzo Iaquinta je debitirao za Italiju 2005. S reprezentacijom je nastupao na Svjetskom prvenstvu u Njemačkoj 2006. kada su Azzuri postali svjetski prvaci. Igrač je na tom turniru zabio gol u skupini protiv Gane te je odigrao pet od sedam utakmica (uključujući polufinale i finale).
Nakon toga je zbog ozljede propustio Euro 2008 ali je igrao na Kupu konfederacija 2009. koji se održavao u Južnoj Africi. Iaquinta je bio član talijanske reprezentacije i na Svjetskom prvenstvu 2010. gdje je zabio gol za vodstvo Italije protiv Novog Zelanda.

#### Pogoci za reprezentaciju
| #  | Datum            | Mjesto                           | Protivnik   | Pogodak | Rezultat | Natjecanje                      |
| -- | ---------------- | -------------------------------- | ----------- | ------- | -------- | ------------------------------- |
| 1. | 12. lipnja 2006. | AWD-Arena, Hannover, Njemačka    | Gana        | 2 : 0   | 2 : 0    | SP u Njemačkoj 06'              |
| 2. | 1. travnja 2009. | Stadio San Nicola, Bari, Italija | Irska       | 1 : 0   | 1 : 1    | Kvalifikacije za SP u JAR-u 10' |
| 3. | 10. lipnja 2009. | Pretoria, JAR                    | Novi Zeland | 3 : 3   | 4 : 3    | Prijateljska utakmica           |
| 4. | 10. lipnja 2009. | Pretoria, JAR                    | Novi Zeland | 4 : 3   | 4 : 3    | Prijateljska utakmica           |
| 5. | 9. rujna 2009.   | Stadio Olimpico, Torino, Italija | Bugarska    | 2 : 0   | 2 : 0    | Kvalifikacije za SP u JAR-u 10' |
| 6. | 20. lipnja 2010. | Mbombela Stadion, Nelspruit, JAR | Novi Zeland | 1 : 1   | 1 : 1    | SP u JAR-u 10'                  |

## Osvojeni trofeji

### Reprezentativni trofeji
| Turnir               | Trofej | Godina |
| -------------------- | ------ | ------ |
| SP u Njemačkoj 2006. | Zlato  | 2006.  |

### Ordeni
- Collare d'oro al Merito Sportivo: 2006.

- Ufficiale Ordine al merito della Repubblica Italiana: 2006.

## Privatni život
Iaquinta je u braku te sa suprugom ima dva sina i kćer.

## Vanjske poveznice
- Profil i statistika igrača na Football Database.com
- FIFA.com  Arhivirana inačica izvorne stranice od 10. studenoga 2012. (Wayback Machine)